# Iii Koto Aur Malintang
III Koto Aur Malintang is een bestuurslaag in het regentschap Padang Pariaman van de provincie West-Sumatra, Indonesië. III Koto Aur Malintang telt 17.457 inwoners (volkstelling 2010).